# Gustav Klusak
Gustav Klusak (* 16. November 1903 in Oderberg, Schlesien; † 2. Juni 1987) war ein deutscher Wirtschaftsjurist.

## Werdegang
Nach dem Abitur am humanistischen Gymnasium in Bielitz studierte er Rechts- und Staatswissenschaften in Graz, Grenoble und Krakau und schloss mit Promotion zum Dr. jur. ab. Von 1928 bis 1937 war er Leiter der Rechts- und Steuerabteilung der Westpolnischen landwirtschaftlichen Gesellschaft. 1937 wurde er dort hauptamtliches Vorstandsmitglied. Ab 1941 war er Justitiar des Verbandes deutscher Genossenschaften Wartheland und wurde 1943 zum ständigen Vertreter des Verbandsdirektors ernannt. Gegen Ende des Zweiten Weltkrieges geriet er in sowjetische Kriegsgefangenschaft.
Ab 1946 war er Justitiar des Verbandes ländlicher Genossenschaften Hannover-Braunschweig und 1950 folgte die Wahl in den Verbandsvorstand. Im Deutschen Raiffeisenverband gehörte er ab 1949 dem Verwaltungsrat an und übernahm 1951 den Vorsitz des Ausschusses für Arbeits- und Sozialrecht. Nach der Ernennung Heinrich Lübkes zum Bundesernährungsminister folgte Klusak ihm als Generalanwalt und Hauptgeschäftsführer nach.

## Ehrungen
- 1964: Großes Verdienstkreuz der Bundesrepublik Deutschland
- 1969: Großes Verdienstkreuz mit Stern der Bundesrepublik Deutschland